# Condado de Washington (Kansas)
El condado de Washington (en inglés: Washington County), fundado en 1857, es uno de 105 condados del estado estadounidense de Kansas. En el año 2005, el condado tenía una población de 6,009 habitantes y una densidad poblacional de 2.6 personas por km². La sede del condado es Washington. El condado recibe su nombre en honor al Primer presidente de los Estados Unidos George Washington. 

## Geografía
Según la Oficina del Censo, el condado tiene un área total de 2328 km² (898,8 mi²), de la cual 2327 km² (898,5 mi²) es tierra y 1 km² (0,4 mi²) (0.04%) es agua.

### Condados adyacentes
- Condado de Jefferson, Nebraska (norte)
- Condado de Gage, Nebraska (noreste)
- Condado de Marshall (este)
- Condado de Riley (sureste)
- Condado de Clay (sur)
- Condado de Cloud (suroeste)
- Condado de Republic (oeste)
- Condado de Thayer (noroeste)

Curiosamente, es uno de los tres condados de EE. UU. desde los que tienes que atravesar al menos 20 condados para llegar al mar.

## Demografía
Según la Oficina del Censo en 2000, los ingresos medios por hogar en el condado eran de $29,363, y los ingresos medios por familia eran $37,260. Los hombres tenían unos ingresos medios de $25,074 frente a los $18,000 para las mujeres. La renta per cápita para el condado era de $15,515. Alrededor del 10.10% de la población estaban por debajo del umbral de pobreza.

## Localidades

### Áreas no incorporadas
Población estimada en 2004:
- Washington, 1,162 (sede)
- Hanover, 603
- Clifton, 516, de la cual una parte se encuentra dentro del condado de Clay
- Linn, 395
- Greenleaf, 333
- Haddam, 160
- Morrowville, 159
- Barnes, 144
- Palmer, 102
- Mahaska, 101
- Vining, 56, de la cual una parte se encuentra dentro del condado de Clay
- Hollenberg, 29

### Comunidades no incorporadas
- Lanham

## Municipios
El condado de Washington está dividido entre 25 municipios. La ciudad de Washington es considerada independiente gubernamentalmente y es excluida del censo.